# Rüdiger Kiesel
Rüdiger Kiesel (* 31. Oktober 1962 in Aschach (Bad Bocklet)) ist ein deutscher Mathematiker und Hochschullehrer. Der Schwerpunkt seiner Arbeit liegt in der Finanzmathematik mit Hinblick auf Finanzderivate und Risikomanagement.

## Werdegang
Kiesel studierte an der Universität Ulm in den Diplomstudiengängen Mathematik und Wirtschaftsmathematik und machte im Rahmen eines Auslandsaufenthalts an der Syracuse University seinen Master in Mathematik. Anschließend promovierte er bei Ulrich Stadtmüller, ehe er sich 1990 der Kölnischen Rück anschloss. Nach einem Jahr kehrte er in den wissenschaftlichen Betrieb zurück und habilitierte 1995 über das Grenzverhalten von Zufallsvariablen.
Im Oktober 1996 folgte Kiesel dem Ruf des Birkbeck Colleges an der University of London und arbeitete zudem als Dozent an der London School of Economics. 2002 kehrte er nach Deutschland zurück und übernahm den Lehrstuhl für Finanzmathematik an der Universität Ulm. Dort leitete er zudem als Direktor das Institut für Finanzmathematik. 2009 wechselte er an die Universität Duisburg-Essen, an der er den neu eingeführten Lehrstuhl für Energiehandel und Finanzdienstleistungen übernahm.
Im Rahmen seiner Forschungs- und Lehrtätigkeit steht bei Kiesel insbesondere die Bewertung von Derivaten im Vordergrund. Dies betrifft die Entwicklung, Analyse und das Risikomanagement von Energie-, Zins- und Kreditderivaten, sowie entsprechenden Optionen und Garantien in Versicherungsverträgen. Sein in Zusammenarbeit mit Nicholas Bingham verfasstes, 1998 in erster Auflage erschienenes Buch zur risikoneutralen Bewertung gilt als ein Standardwerk. In den 1990er Jahren setzte er sich zudem insbesondere in Zusammenarbeit mit Stadtmüller mit Wahrscheinlichkeitstheorie auseinander.